# Chirbat al-Ma’azza
Chirbat al-Ma’azza (arab. خربة المعزة) – miasto w Syrii, w muhafazie Tartus. W 2004 roku liczyło 4798 mieszkańców.